# Coiffy-le-Bas
Coiffy-le-Bas è un comune francese di 103 abitanti situato nel dipartimento dell'Alta Marna nella regione del Grand Est.

## Società

### Evoluzione demografica
Abitanti censiti